# Epsilon Chamaeleontis
Désignations
Epsilon Chamaeleontis (ε Chamaeleontis / ε Cha) est un système d'étoiles triple de la constellation australe du Caméléon. Sa magnitude apparente combinée est de 4,91, ce qui le rend visible à l'œil nu.

## Environnement stellaire
Le système présente une parallaxe de 9,02 ± 0,36 mas telle que mesurée par le satellite Hipparcos, ce qui permet d'en déduire qu'il est distante de 360 ± 10 a.l. (∼ 110 pc) de la Terre. Il s'éloigne du Système solaire à une vitesse radiale héliocentrique de +13 km/s.
ε Chamaeleontis est le membre le plus brillant de la jeune association stellaire à qui elle a donné son nom, l'association de ε Chamaeleontis. Cette association comprend au moins 36 étoiles et son âge est d'environ 5 Ma.

## Description
ε Chamaeleontis a été résolue comme une étoile double pour la première fois en 1835 par John Herschel. Ses deux étoiles, désignées ε Chamaeleontis A et B, étaient séparées de 0,17 seconde d'arc et étaient disposées selon angle de position de 240° en 2015. Une période orbitale d'environ 920 ans a été déduite d'après le déplacement relatif des deux astres.
ε Chamaeleontis A s'est elle-même avérée être une étoile binaire. Cette paire intérieure a été résolue pour la première fois en 2015 par interférométrie des tavelures. Les deux étoiles, désignées ε Chamaeleontis Aa et Ab, ne sont séparée que de 50 mas et elles possèdent une courte période orbitale de 13 ans.
Les étoiles du système apparaissent semblables et sont toutes trois des étoiles bleu-blanc de la séquence principale de type spectral B9V, environ 2,5 fois plus massives que le Soleil.
Le catalogue d'étoiles doubles de Washington recense également dans le système HD 104237 (en), sous la désignation de ε Chamaeleontis C. Localisé à un peu plus de deux minutes d'arc, il s'agit d'un autre système stellaire membre de l'association de ε Chamaeleontis. Il pourrait comprendre cinq étoiles en tout et sa composante primaire, HD 104237 A, est une étoile Ae/Be de Herbig.